# Сабадош, Ласло
Ласло Сабадош (венг. Szabados László; 11 апреля 1911 — 28 апреля 1992) — венгерский пловец, призёр Олимпийских игр.
Ласло Сабадош родился в 1911 году в Сабадке (сегодня — Суботица в Сербии). В 1931 году он завоевал золотую медаль чемпионата Европы, а в 1932 году на Олимпийских играх в Лос-Анджелесе стал обладателем бронзовой медали в эстафете 4×200 м вольным стилем.